# Sosnowo-Oserskoje
Sosnowo-Oserskoje (russisch Сосно́во-Озе́рское; burjatisch Нарһата, Narhata, auch Нарһанай Нуур, Narhanai Nuur) ist ein Dorf (selo) in der Republik Burjatien (Russland) mit 6128 Einwohnern (Stand 14. Oktober 2010).

## Geographie
Der Ort liegt etwa 280 km Luftlinie ostnordöstlich der Republikhauptstadt Ulan-Ude am Südufer des Sosnowoje-Sees, der zusammen mit den nördlich anschließenden Seen Bolschoje Jerawnoje und Maloje Jerawnoje auf einer Hochebene südlich des Sussy-Kammes liegt, eines südlichen Ausläufers des Witimplateaus.
Sosnowo-Oserskoje ist Verwaltungssitz des Rajons Jerawninski und Sitz der Landgemeinde Sosnowo-Oserskoje selskoje posselenije, zu der neben Sosnowo-Oserskoje noch die Dörfer Domna und Ukyr sowie die Siedlung Garam gehören.

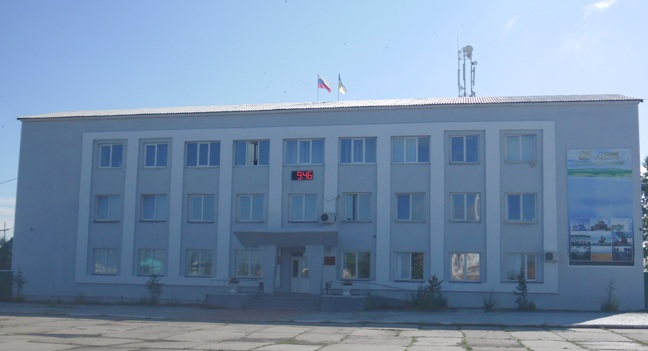
Verwaltungsgebäude
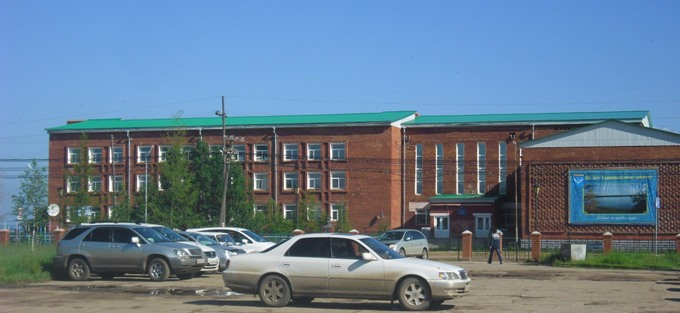
Schule Nr. 2
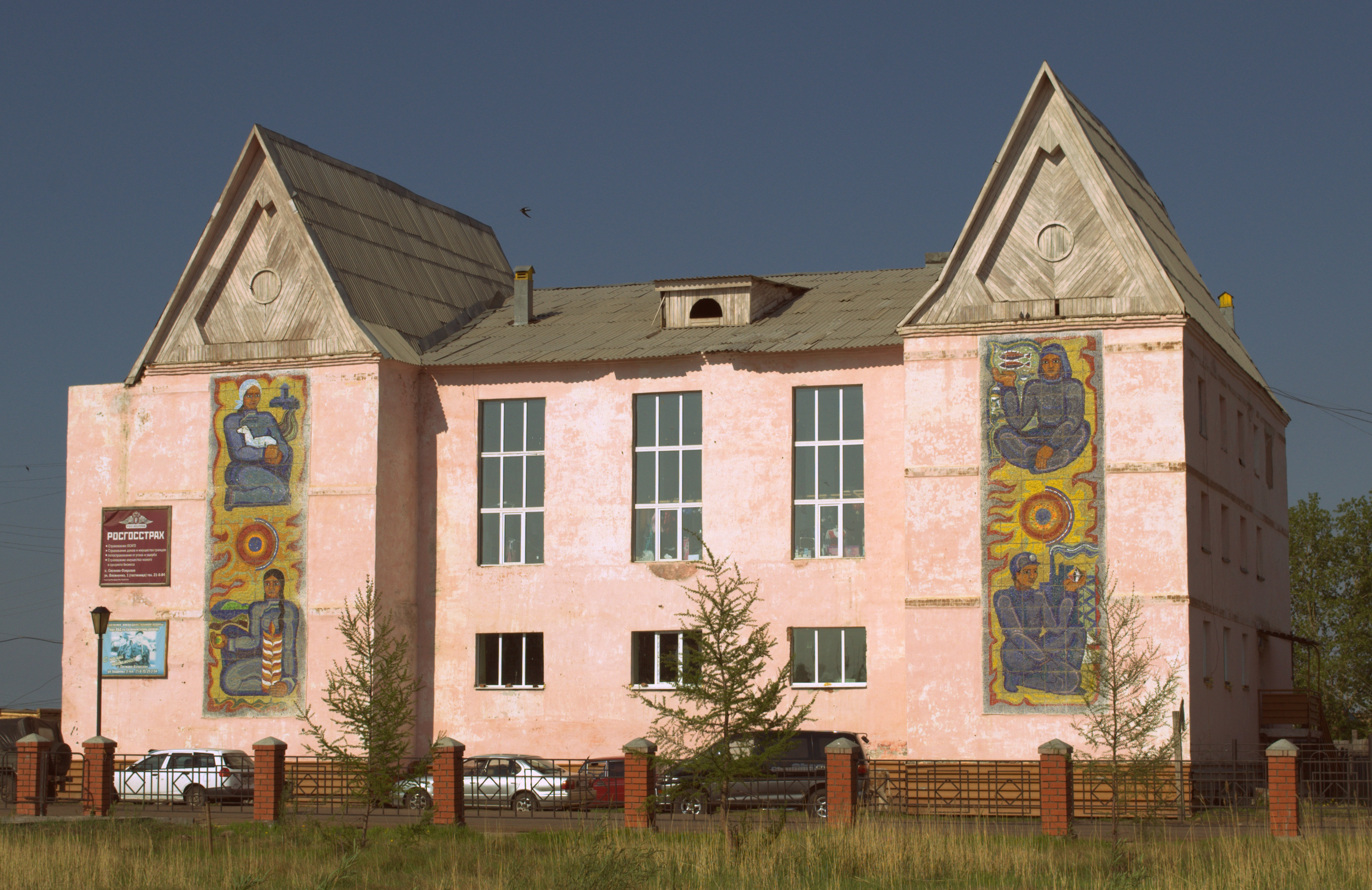
Hotel Osjornaja

## Geschichte
Das Dorf wurde 1882 gegründet und zunächst Innokentjewka genannt, vermutlich nach einer dort errichteten,  dem Hl. Innozenz, russisch Innokenti, geweihten Kirche. Schon bald bürgerte sich jedoch der Name Sosnowskoje, Anfang der 1890er-Jahre dann die heutige Bezeichnung ein, von russisch sosna für Kiefer und osero für See.
Seit 1927 ist Sosnowo-Oserskoje Zentrum des Jerawninski rajon (mit Unterbrechung 1963–1964, als der Rajon kurzzeitig dem westlich benachbarten Chorinski rajon angeschlossen war).

### Bevölkerungsentwicklung
| Jahr | Einwohner |
| ---- | --------- |
| 1939 | 1881      |
| 1959 | 3335      |
| 1970 | 4899      |
| 1979 | 5382      |
| 1989 | 6020      |
| 2002 | 5949      |
| 2010 | 6182      |

Anmerkung: Volkszählungsdaten

## Verkehr
Das Dorf liegt an der Regionalstraße R436, die von Ulan-Ude zunächst dem rechten Ufer des Selenga-Nebenflusses Uda aufwärts über Chorinsk folgt. Von Sosnowo-Oserskoje verläuft sie weiter in den nordöstlichen Teil des Rajons nach Romanowka, wo sie sich nach Süden wendet und in das Zentrum der benachbarten Region Transbaikalien Tschita führt, während über die R437 von Romanowka aus das nordöstlich benachbarte, per Straße fast 300 km von Sosnowo-Oserskoje entfernte Rajonzentrum Bagdarin erreicht wird. Von Sosnowo-Oserskoje nach Süden führt eine Straße in die gut 100 km entfernte Siedlung Mogson an der Transsibirischen Eisenbahn.